# Stevie Ray Vaughan
Stephen "Stevie" Ray Vaughan (3. října 1954 Dallas, Texas – 27. srpna 1990) byl americký bluesový kytarista. Jde o jednoho z nejvlivnějších bluesových kytaristů vůbec. Roku 2003 ho časopis Rolling Stone umístil na 7. příčku žebříčku 100 Greatest Guitarists of All Time.
Stevie Ray Vaughan byl hrou na kytaru inspirován starším bratrem Jimmie Vaughanem a ovlivněn byl hráči jako Jimi Hendrix a Buddy Guy.
Roku 1990 zahynul při havárii vrtulníku.

## Diskografie
- Texas Flood (1983)
- Couldn’t Stand the Weather (1984, Deluxe Edition 2010)
- Soul to Soul (1985)
- Live Alive (1986)
- In Step (1989) (Grammy 1990 Best Contemporary Blues Album)
- Family Style (with Jimmie Vaughan) (1990) (Grammy 1991 Best Contemporary Blues Album)
- Pride And Joy (8 Videoclips) (1990)
- The Sky is Crying (1991) (Grammy 1993 Best Contemporary Blues Album)
- In The Beginning, Broadcast Live from Austin, TX, April 1, 1980 (1992)
- Greatest Hits (1995)
- Live At Carnegie Hall (1997)
- Sugar Coated Love (1998, with Lou Ann Barton)
- Live At The El Mocambo (1999)